# 中野村 (広島県山県郡)
中野村（なかのむら）は、広島県山県郡にあった村。現在の山県郡北広島町の一部にあたる。

## 地理
- 河川：才乙川[1]、滝山川[2]、草安川[3]、苅屋形川[4]、上奥原川[5]、板村川[6]、細見川[7]
- 山岳：冠山[1]、大平山[5]、毛無山[7]

## 歴史
- 1889年（明治22年）4月1日、町村制の施行により、山県郡大利原村、南門原村、草安村、苅屋形村、土橋村、奥原村、才乙村、奥中原村、川小田村、細見村が合併して村制施行し、中野村が発足[8][9]。
- 1956年（昭和31年）9月30日、山県郡雄鹿原村、美和村、八幡村と合併し、町制施行し芸北町を新設して廃止された[8][9]。

## 産業
- 農業